# جغدباز پاپوآیی
جغدباز پاپوآیی (نام علمی: Uroglaux dimorpha) نام یک گونه از تیره جغدان راستین است.